# 莫里斯·莫内-布东
莫里斯·莫内-布东（法語：Maurice Monney-Bouton，1892年2月24日—1965年6月15日），法国男子赛艇运动员。他曾代表法国参加1920年和1924年夏季奥林匹克运动会赛艇比赛，其中1920年奥运会获得男子双人单桨有舵手银牌，1924年奥运会获得男子双人单桨无舵手银牌。